# Spirale climatique
Une spirale climatique (en anglais : climate spiral ou parfois temperature spiral) est un type de visualisation animée de données permettant de montrer de manière claire, simple et efficace l'évolution du changement climatique.
La spirale climatique d'origine a été publiée le 9 mai 2016 par le climatologue britannique Ed Hawkins pour représenter l'anomalie mensuelle de la température moyenne mondiale depuis 1850 à partir des données du Met Office,,,. Cette version, mise à jour et reprise avec les données de la NASA, reste la spirale climatique la plus connue,,. Depuis, ce type de représentation a été étendu à d'autres données variant dans le temps, telles que la concentration atmosphérique de dioxyde de carbone et le volume de la banquise arctique.
En raison de sa représentation simple et efficace, la spirale climatique obtient un très bon accueil de la part du public, des journalistes et des scientifiques,, et est reprise par de nombreux journaux dans le monde,,.

Spirale climatique représentant la concentration de dioxyde de carbone dans l'atmosphère entre 1958 et 2017.
Spirale climatique représentant le volume de la banquise arctique entre 1979 et 2017.
En mai 2016, l'USGS publie une spirale climatique simulant l'anomalie de la température moyenne mondiale jusqu'en 2100, selon le scénario RCP 8.5 (le plus défavorable)[18].